# Valle del Brazos

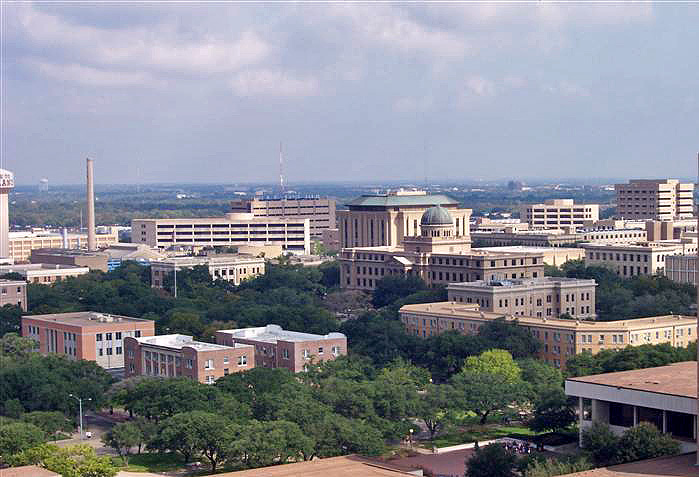
Scorcio di College Station

La Valle del Brazos (in inglese Brazos Valley) è una regione degli Stati Uniti nello Stato del Texas. Questa zona sorge nella parte centro-orientale dello Stato e trae il suo nome dal Brazos River che vi scorre attraverso. La regione è composta da sette suddivisioni: contea di Brazos, contea di Robertson, contea di Grimes, contea di Washington, contea di Burleson, contea di Madison e contea di Leon. Le città principali della regione sono College Station e Bryan. 
| Controllo di autorità | VIAF (EN) 151409293 · LCCN (EN) sh95008302 · J9U (EN, HE) 987007560992805171 |